# Deutsches Sport & Olympia Museum
Le Deutsches Sport & Olympia Museum (Musée allemand du sport et des Jeux olympiques) se situe dans la ville de Cologne dans la région de la Rhénanie-du-Nord-Westphalie, à l'ouest de l’Allemagne. Il présente l'histoire du sport de l'antiquité à nos jours.

## Histoire
Avec l'aide de la ville de Cologne, du Land de Rhénanie-du-Nord-Westphalie et du Gouvernement allemand, un ancien bâtiment, autrefois dépôt de marchandises et douanes, a été acquis au bord du Rhin et transformé en musée. Une fondation a été créée pour gérer le musée. Le musée a ouvert le 26 novembre 1999.

## Description
Le musée a une surface de 2 000 mètres carrés d'exposition et d'espaces de réunion répartis sur deux étages, et présente divers aspects des sports nationaux, internationaux et olympiques dans des expositions permanentes et temporaires. Il y a environ 125 000 objets.
Il y a des terrains de sport sur le toit du musée, où on peut faire du football, du tennis ou du basket-ball. Depuis là, on a une vue sur la Cathédrale de Cologne, le pont Severinsbrücke et sur le Rhin, qui coule à côté du musée.
Le musée se trouve dans le centre de Cologne dans le quartier de Rheinauhafen et à proximité du Musée du chocolat de Cologne. Il accueille environ 150 000 visiteurs par année.